# Талога (Оклахома)
Талога (англ. Taloga) — місто (англ. town) в США, в окрузі Дьюї штату Оклахома. Населення — 288 осіб (2020).

## Географія
Талога розташована за координатами 36°2′25″ пн. ш. 98°57′52″ зх. д. / 36.04028° пн. ш. 98.96444° зх. д. (36.040389, -98.964342).  За даними Бюро перепису населення США в 2010 році місто мало площу 1,31 км², уся площа — суходіл.

## Демографія
Згідно з переписом 2010 року, у місті мешкало 299 осіб у 136 домогосподарствах у складі 86 родин. Густота населення становила 228 осіб/км².  Було 169 помешкань (129/км²).
Расовий склад населення:
| - 87,3 % — білих - 4,3 % — корінних американців - 2,7 % — чорних або афроамериканців - 1,3 % — азіатів - 1,0 % — осіб інших рас |

До двох чи більше рас належало 3,3 %. Частка іспаномовних становила 4,0 % від усіх жителів.
За віковим діапазоном населення розподілялося таким чином: 19,4 % — особи молодші 18 років, 60,5 % — особи у віці 18—64 років, 20,1 % — особи у віці 65 років та старші. Медіана віку мешканця становила 45,1 року. На 100 осіб жіночої статі у місті припадало 107,6 чоловіків;  на 100 жінок у віці від 18 років та старших — 113,3 чоловіків також старших 18 років.
Середній дохід на одне домашнє господарство  становив 58 454 долари США (медіана — 51 417), а середній дохід на одну сім'ю — 61 727 доларів (медіана — 52 500). За межею бідності перебувало 19,9 % осіб, у тому числі 42,4 % дітей у віці до 18 років та 4,3 % осіб у віці 65 років та старших.
Цивільне працевлаштоване населення становило 181 осіб. Основні галузі зайнятості: сільське господарство, лісництво, риболовля — 23,8 %, освіта, охорона здоров'я та соціальна допомога — 21,5 %, науковці, спеціалісти, менеджери — 12,2 %, будівництво — 11,6 %.